# Rhêmes-Saint-Georges
Rhêmes-Saint-Georges (pron. fr. AFI: [ʁɛm sɛ̃ ʒɔʁʒ]  - Sèn Dzordze de Réma in patois valdostano) è un comune italiano sparso di 167 abitanti che si trova nella Val di Rhêmes, valle laterale posta nella parte meridionale della Valle d'Aosta.

## Geografia fisica

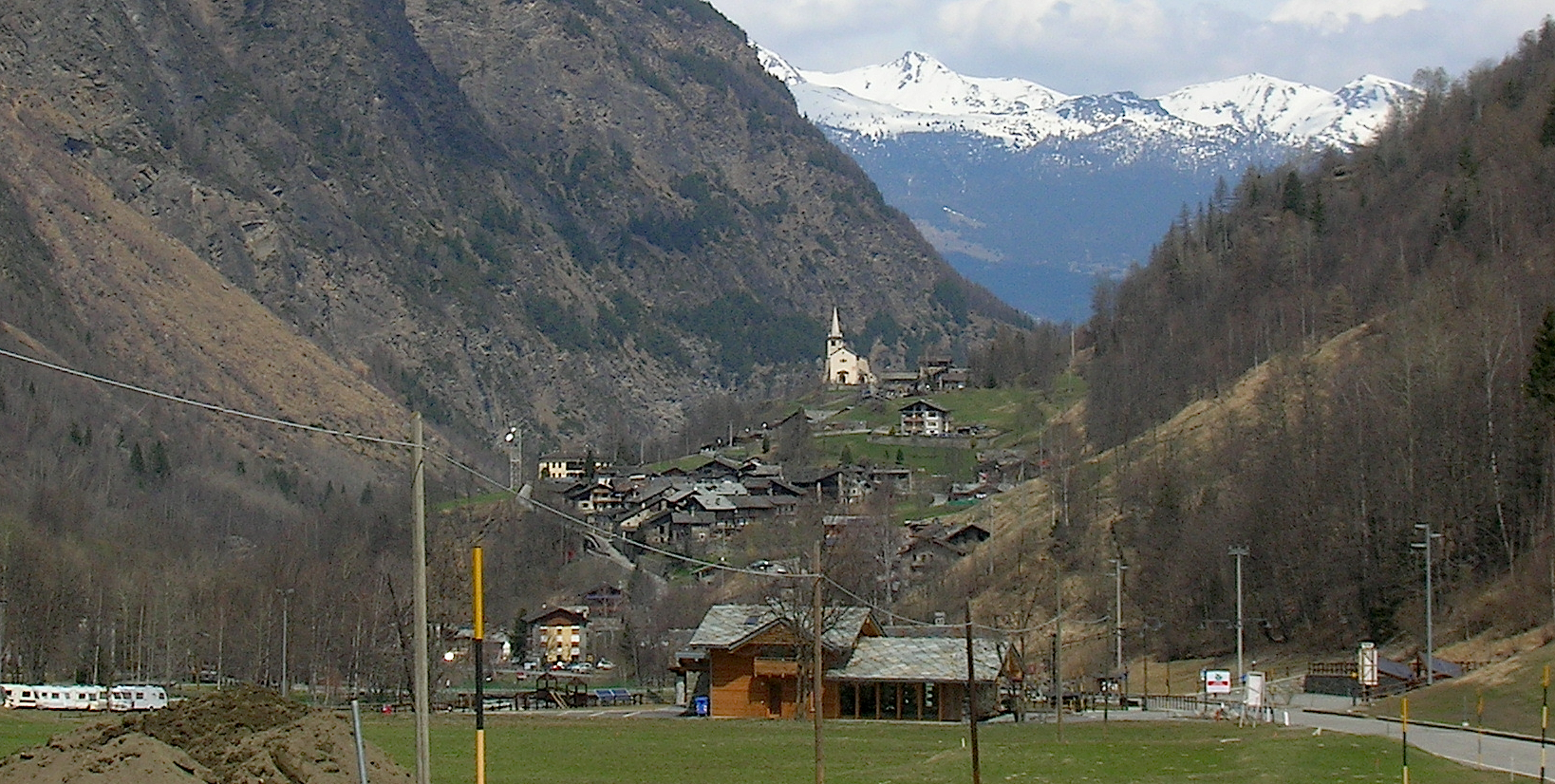
Panorama di Rhêmes-Saint-Georges. Il villaggio di Coveyrand.

### Territorio
- Classificazione sismica: zona 4 (sismicità molto bassa)[5]

### Clima
Il clima è quello tipico di un comune di media montagna. Gli inverni sono tipicamente freddi con temperature quasi sempre al di sotto dello zero, mentre le estati sono tipicamente miti con temperature diurne intorno ai 23 °C. Le precipitazioni si concentrano soprattutto nella stagione autunnale e in quella primaverile, durante quella invernale sono sempre nevose.

## Origini del nome
In passato la zona dell'attuale comune di Rhêmes-Saint-Georges era denominata Voix (in francese, voce - pron. AFI: [vwa]) a causa dell'eco formata dalle pareti della valle in questo punto, opposto a Cyvoix (in francese, ca. da questa parte della voce - [sivwa]), che indicava l'attuale comune di Saint-Nicolas. La parola greca Rhêma, che denomina la valle, ha lo stesso significato. A partire dal 1400 circa, il comune prende il nome del Patrono, come accadde anche per Saint-Nicolas.

## Storia

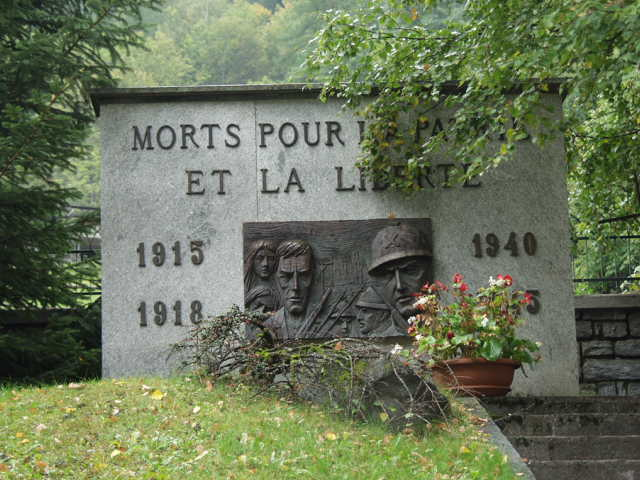
Il monumento ai caduti nei due conflitti mondiali

Nel 1972 è stato scoperto un ripostiglio della tarda età del bronzo nel villaggio di Cachoz.
Nel 1928 il governo fascista ha unificato i due comuni di Rhêmes-Notre-Dame e Rhêmes-Saint-Georges in un'unica entità comunale (Rhêmes, con capoluogo Rhêmes-Saint-Georges). Nel 1939 il nome del comune venne italianizzato in Val di Rema e quello del suo capoluogo in San Giorgio di Rema.

Dopo la Liberazione, nel 1946, i due comuni si sono ricostituiti ed hanno ripreso i nomi precedenti.

### Simboli
Lo stemma e il gonfalone sono stati concessi con decreto del 7 agosto 1990.
Nello stemma municipale è rappresentato san Giorgio, patrono della parrocchia; il rosso e il nero del capo sono i colori del Ducato di Aosta ripresi anche dalla bandiera della Regione.
Il gonfalone è un drappo di azzurro.

## Monumenti e luoghi d'interesse
- Parco nazionale del Gran Paradiso

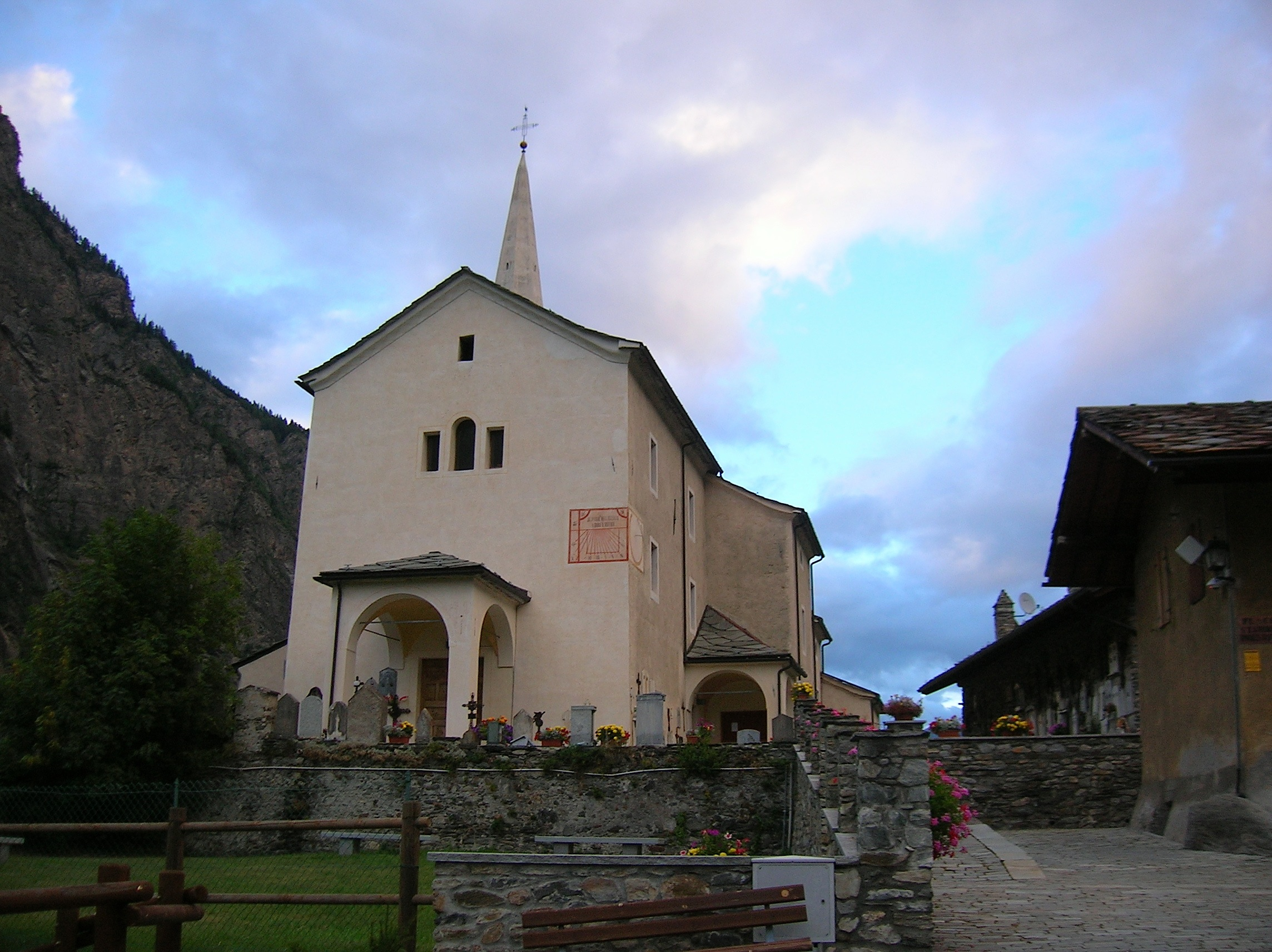
La chiesa parrocchiale di San Giorgio, a Coveyrand.

- La Maison Pellissier, centro polivalente gestito dalla Fondation Grand-Paradis e dal comune di Rhêmes-Saint-Georges;
- Lo Berlò, spazio ludico, didattico e culturale per far conoscere ai bambini e ai ragazzi gli animali del Parco nazionale del Gran Paradiso, il patois valdostano e alcuni aspetti dell'alimentazione alpina attraverso varie attività tra cui la partecipazione a giochi tradizionali e interattivi.
- La Chiesa di San Giorgio, nel villaggio di Coveyrand (capoluogo).

## Società

### Evoluzione demografica
Abitanti censiti

### Etnie e minoranze straniere
Al 1º gennaio 2023 non risultano cittadini stranieri residenti nel comune,

### Lingue e dialetti
Come nel resto della regione, anche in questo comune è diffuso il patois valdostano che si differenzia, però, dagli altri patois a causa di un "gergo", argot in francese, elaborato dagli spazzacamini di questa vallata.

## Cultura

### Biblioteche
In Frazione Vieux 1 ha sede la biblioteca comunale.

## Economia

### Artigianato
Importante è la lavorazione del legno finalizzata alla realizzazione di vari oggetti, tra i quali attrezzi agricoli.

## Amministrazione
Fa parte dell'Unité des Communes valdôtaines Grand-Paradis.
Di seguito è presentata una tabella relativa alle amministrazioni che si sono succedute in questo comune.
| Periodo        | Periodo        | Primo cittadino  | Partito          | Carica  | Note   |
| -------------- | -------------- | ---------------- | ---------------- | ------- | ------ |
| 1º giugno 1985 | 1º giugno 1990 | Renato Petit     | Union Valdôtaine | Sindaco | [ 13 ] |
| 1º giugno 1990 | 29 maggio 1995 | Renato Petit     | Union Valdôtaine | Sindaco | [ 13 ] |
| 29 maggio 1995 | 11 giugno 1997 | Renato Petit     | -                | Sindaco | [ 13 ] |
| 20 giugno 1997 | 8 maggio 2000  | Lorenzo Louvin   | -                | Sindaco | [ 13 ] |
| 8 maggio 2000  | 9 maggio 2005  | Patrick Thérisod | Lista Civica     | Sindaco | [ 13 ] |
| 9 maggio 2005  | 24 maggio 2010 | Laura Cossard    | Lista Civica     | Sindaco | [ 13 ] |
| 24 maggio 2010 | 11 maggio 2015 | Laura Cossard    | Lista Civica     | Sindaco | [ 13 ] |
| 24 maggio 2015 | in carica      | Laura Cossard    | -                | Sindaco | [ 13 ] |

## Sport
In questo comune si gioca a palet, caratteristico sport tradizionale valdostano.